# Lista episoadelor din Naruto: Shippuden
Lista episoadelor din Naruto: Shippuden arată episoadele al seriei anime Naruto: Shippuden ce se bazează pe a doua parte din seria manga Naruto de Masashi Kishimoto care sunt regizate de Hayato Date și produse de Studioul Pierrot și TV Tokyo și au început să fie difuzate pe data de 17 februarie 2007 la TV Tokyo și s-au încheiat la data 23 martie 2017.

## Lista episoadelor

### Sezonul 1 (2007)
| Nr. Ep. Original | Nr. Ep. Serie | Nr. Ep. Sezon | Titlu                                     | Apariție           |
| ---------------- | ------------- | ------------- | ----------------------------------------- | ------------------ |
| 221              | 1             | 1             | Întoarcerea acasă                         | 17 februarie 2007  |
| 222              | 2             | 2             | Akatsuki se pune în mișcare               | 15 februarie 2007  |
| 223              | 3             | 3             | Rezultatul antrenamentului                | 22 februarie 2007  |
| 224              | 4             | 4             | Jinchuriki al nisipului                   | 1 martie 2007      |
| 225              | 5             | 5             | Kazekage la înălțime                      | 15 martie 2007     |
| 226              | 6             | 6             | Misiune terminată                         | 29 martie 2007     |
| 227              | 7             | 7             | Fugi, Kankuro                             | 29 martie 2007     |
| 228              | 8             | 8             | Echipa Kakashi, instalată                 | 12 aprilie 2007    |
| 229              | 9             | 9             | Lacrimile jinchuriki-ului                 | 12 aprilie 2007    |
| 230              | 10            | 10            | Jutsu de închidere: Nouă dragoni fantomă  | 19 aprilie 2007    |
| 231              | 11            | 11            | Studentul medicului ninja                 | 26 aprilie 2007    |
| 232              | 12            | 12            | Determinarea bunicuței pensionate         | 3 mai 2007         |
| 233              | 13            | 13            | Întâlnirea cu destinul                    | 10 mai 2007        |
| 234              | 14            | 14            | Maturizarea lui Naruto                    | 17 mai 2007        |
| 235              | 15            | 15            | Arma secretă se numește...                | 24 mai 2007        |
| 236              | 16            | 16            | Secretul jinchuriki-ului                  | 31 mai 2007        |
| 237              | 17            | 17            | Moartea lui Gaara!                        | 7 iunie 2007       |
| 238              | 18            | 18            | Tactica de atac! Buton cârlig de intrare! | 21 iunie 2007      |
| 239              | 19            | 19            | Capcane activate! Dușmanul Echipei Guy    | 5 iulie 2007       |
| 240              | 20            | 20            | Hiruko vs. două kunoichi!                 | 19 iulie 2007      |
| 241              | 21            | 21            | Fața reală a lui Sasori                   | 26 iulie 2007      |
| 242              | 22            | 22            | Îndemânările secrete ale lui Chiyo        | 2 august 2007      |
| 243              | 23            | 23            | Tată și mamă                              | 2 august 2007      |
| 244              | 24            | 24            | Al Treilea Kazekage                       | 9 august 2007      |
| 245              | 25            | 25            | Trei minute între viață și moarte         | 16 august 2007     |
| 246              | 26            | 26            | Lupta între păpuși: 10 vs. 100!           | 23 august 2007     |
| 247              | 27            | 27            | Vis imposibil                             | 30 august 2007     |
| 248              | 28            | 28            | Bestii: Din nou în viață!                 | 13 septembrie 2007 |
| 249              | 29            | 29            | Kakashi luminat!                          | 27 septembrie 2007 |
| 250              | 30            | 30            | Estetici într-o fracțiune                 | 27 septembrie 2007 |
| 251              | 31            | 31            | Moștenirea                                | 18 octombrie 2007  |
| 252              | 32            | 32            | Întoarcerea Kazekage-ului                 | 25 octombrie 2007  |

### Sezonul 2 (2007-2008)
| Nr. Ep. Original | Nr. Ep. Serie | Nr. Ep. Sezon | Titlu                         | Apariție          |
| ---------------- | ------------- | ------------- | ----------------------------- | ----------------- |
| 253              | 33            | 1             | Noua țintă                    | 8 noiembrie 2007  |
| 254              | 34            | 2             | Formare! Noua Echipă Kakashi! | 15 noiembrie 2007 |
| 255              | 35            | 3             | O adăugare nenecesară         | 22 noiembrie 2007 |
| 256              | 36            | 4             | Zâmbetul fals                 | 29 noiembrie 2007 |
| 257              | 37            | 5             | Fără titlu                    | 29 noiembrie 2007 |
| 258              | 38            | 6             | Simulare                      | 6 decembrie 2007  |
| 259              | 39            | 7             | Podul Tenchi                  | 13 decembrie 2007 |
| 260              | 40            | 8             | Nouă Cozi dezlănțuit          | 20 decembrie 2007 |
| 261              | 41            | 9             | Misiunea secretă începe       | 20 decembrie 2007 |
| 262              | 42            | 10            | Orochimaru vs. jinchuriki     | 10 ianuarie 2008  |
| 263              | 43            | 11            | Lacrimile lui Sakura          | 17 ianuarie 2008  |
| 264              | 44            | 12            | Secretul bătăliei!            | 24 ianuarie 2008  |
| 265              | 45            | 13            | Consecințele trădării         | 31 ianuarie 2008  |
| 266              | 46            | 14            | Pagina neterminată            | 7 februarie 2008  |
| 267              | 47            | 15            | Infiltrare: Vizuina șarpelui! | 14 februarie 2008 |
| 268              | 48            | 16            | Legături                      | 28 februarie 2008 |
| 269              | 49            | 17            | Ceva important...             | 6 martie 2008     |
| 270              | 50            | 18            | Povestea cărții cu poze       | 13 martie 2008    |
| 271              | 51            | 19            | Reuniune                      | 20 martie 2008    |
| 272              | 52            | 20            | Puterea Uchiha                | 20 martie 2008    |
| 273              | 53            | 21            | Titlu                         | 3 aprilie 2008    |

### Sezonul 3 (2008)
| Nr. Ep. Original | Nr. Ep. Serie | Nr. Ep. Sezon | Titlu                      | Apariție        |
| ---------------- | ------------- | ------------- | -------------------------- | --------------- |
| 274              | 54            | 1             | Coșmar                     | 3 aprilie 2008  |
| 275              | 55            | 2             | Vânt                       | 17 aprilie 2008 |
| 276              | 56            | 3             | Agitație                   | 24 aprilie 2008 |
| 277              | 57            | 4             | Lipsit de somnul veșnic    | 8 mai 2008      |
| 278              | 58            | 5             | Singuratic                 | 8 mai 2008      |
| 279              | 59            | 6             | Un nou dușman              | 15 mai 2008     |
| 280              | 60            | 7             | Roata peripețiilor         | 22 mai 2008     |
| 281              | 61            | 8             | Contact                    | 29 mai 2008     |
| 282              | 62            | 9             | Coleg                      | 5 iunie 2008    |
| 283              | 63            | 10            | Cei doi regi               | 19 iunie 2008   |
| 284              | 64            | 11            | Semnalul de incendiu negru | 3 iulie 2008    |
| 285              | 65            | 12            | Blocare în întuneric       | 3 iulie 2008    |
| 286              | 66            | 13            | Suflete dezmorțite         | 10 iulie 2008   |
| 287              | 67            | 14            | Lupta fiecăruia cu moartea | 24 iulie 2008   |
| 288              | 68            | 15            | Momentul sculării          | 31 iulie 2008   |
| 289              | 69            | 16            | Disperare                  | 31 iulie 2008   |
| 290              | 70            | 17            | Rezonanță                  | 7 august 2008   |
| 291              | 71            | 18            | Prietenul meu              | 14 august 2008  |

### Sezonul 4 (2008)
| Nr. Ep. Original | Nr. Ep. Serie | Nr. Ep. Sezon | Titlu                                              | Apariție           |
| ---------------- | ------------- | ------------- | -------------------------------------------------- | ------------------ |
| 292              | 72            | 1             | Amenințarea ce se apropie                          | 21 august 2008     |
| 293              | 73            | 2             | Invazia Akatsuki                                   | 28 august 2008     |
| 294              | 74            | 3             | Sub cerul înstelat                                 | 4 septembrie 2008  |
| 295              | 75            | 4             | Rugăciunea bătrânului călugăr                      | 11 septembrie 2008 |
| 296              | 76            | 5             | Următorul pas                                      | 25 septembrie 2008 |
| 297              | 77            | 6             | Cabraj de argint                                   | 25 septembrie 2008 |
| 298              | 78            | 7             | Hotărârea                                          | 2 octombrie 2008   |
| 299              | 79            | 8             | Țipetele neexecutate                               | 2 octombrie 2008   |
| 300              | 80            | 9             | Ultimele cuvinte                                   | 16 octombrie 2008  |
| 301              | 81            | 10            | Vești triste                                       | 23 octombrie 2008  |
| 302              | 82            | 11            | Echipa 10                                          | 30 octombrie 2008  |
| 303              | 83            | 12            | Ținta: Blochează                                   | 6 noiembrie 2008   |
| 304              | 84            | 13            | Abilitățile lui Kakuzu                             | 13 noiembrie 2008  |
| 305              | 85            | 14            | Secret înspăimântător                              | 20 noiembrie 2008  |
| 306              | 86            | 15            | Geniul Shikamaru                                   | 4 decembrie 2008   |
| 307              | 87            | 16            | Când blestemi pe cineva, îți sapi propriul mormânt | 4 decembrie 2008   |
| 308              | 88            | 17            | Stilul vânt: Rasen shuriken!                       | 11 decembrie 2008  |

### Sezonul 5 (2008-2009)
| Nr. Ep. Original | Nr. Ep. Serie | Nr. Ep. Sezon | Titlu                                    | Apariție          |
| ---------------- | ------------- | ------------- | ---------------------------------------- | ----------------- |
| 309              | 89            | 1             | Prețul puterii                           | 18 decembrie 2008 |
| 310              | 90            | 2             | Determinarea unui shinobi                | 25 decembrie 2008 |
| 311              | 91            | 3             | Descoperirea ascunzătorii lui Orochimaru | 8 ianuarie 2009   |
| 312              | 92            | 4             | Întâlnire                                | 15 ianuarie 2009  |
| 313              | 93            | 5             | Inimi conectate                          | 22 ianuarie 2009  |
| 314              | 94            | 6             | Plouă toată noaptea                      | 22 ianuarie 2009  |
| 315              | 95            | 7             | Cele două amulete                        | 5 februarie 2009  |
| 316              | 96            | 8             | Inamicul nevăzut                         | 12 februarie 2009 |
| 317              | 97            | 9             | Labirintul reflecției deformate          | 19 februarie 2009 |
| 318              | 98            | 10            | Ținta apare                              | 26 februarie 2009 |
| 319              | 99            | 11            | Furia bestiei cu coadă                   | 5 martie 2009     |
| 320              | 100           | 12            | În interiorul ceții                      | 12 martie 2009    |
| 321              | 101           | 13            | Sentimentele tuturor                     | 26 martie 2009    |
| 322              | 102           | 14            | Regrupare!                               | 26 martie 2009    |
| 323              | 103           | 15            | Bariera de închidere cu patru colțuri    | 9 aprilie 2009    |
| 324              | 104           | 16            | Ruperea stilului de cristal              | 9 aprilie 2009    |
| 325              | 105           | 17            | Bătălia de peste barieră                 | 16 aprilie 2009   |
| 326              | 106           | 18            | Camelia roșie                            | 23 aprilie 2009   |
| 327              | 107           | 19            | Tovarăși ciudați                         | 30 aprilie 2009   |
| 328              | 108           | 20            | Ghidul cameliei                          | 7 mai 2009        |
| 329              | 109           | 21            | Contraatacul însemnului blestemat        | 14 mai 2009       |
| 330              | 110           | 22            | Memoria vinovăției                       | 21 mai 2009       |
| 331              | 111           | 23            | Promisiune spartă                        | 28 mai 2009       |
| 332              | 112           | 24            | Un loc pentru a reveni                   | 4 iunie 2009      |

### Sezonul 6 (2009-2010)
| Nr. Ep. Original | Nr. Ep. Serie | Nr. Ep. Sezon | Titlu                                                                | Apariție           |
| ---------------- | ------------- | ------------- | -------------------------------------------------------------------- | ------------------ |
| 333              | 113           | 1             | Elevul șarpelui                                                      | 11 iunie 2009      |
| 334              | 114           | 2             | Ochiul șoimului                                                      | 18 iunie 2009      |
| 335              | 115           | 3             | Sabia lui Zabuza                                                     | 25 iunie 2009      |
| 336              | 116           | 4             | Gardianul peretelui de fier                                          | 2 iulie 2009       |
| 337              | 117           | 5             | Jugo al ascunzătorii de nord                                         | 9 iulie 2009       |
| 338              | 118           | 6             | Formație!                                                            | 23 iulie 2009      |
| 339              | 119           | 7             | Cronicile Kakashi - Viața băieților pe câmpul de luptă - Partea 1    | 30 iulie 2009      |
| 340              | 120           | 8             | Cronicile Kakashi - Viața băieților pe câmpul de luptă - Partea 2    | 30 iulie 2009      |
| 341              | 121           | 9             | Adunarea                                                             | 6 august 2009      |
| 342              | 122           | 10            | Urmărirea                                                            | 13 august 2009     |
| 343              | 123           | 11            | Ciocnire!                                                            | 20 august 2009     |
| 344              | 124           | 12            | Artă                                                                 | 27 august 2009     |
| 345              | 125           | 13            | Dispariție                                                           | 3 septembrie 2009  |
| 346              | 126           | 14            | Întunecime                                                           | 10 septembrie 2009 |
| 347              | 127           | 15            | Poveștile unui ninja - Pergamentele ninja ale lui Jiraiya - Partea 1 | 24 septembrie 2009 |
| 348              | 128           | 16            | Poveștile unui ninja - Pergamentele ninja ale lui Jiraiya - Partea 2 | 24 septembrie 2009 |
| 349              | 129           | 17            | Infiltrare! Satul Ploii                                              | 8 octombrie 2009   |
| 350              | 130           | 18            | Omul care a devenit zeu                                              | 8 octombrie 2009   |
| 351              | 131           | 19            | Onoratul mod eremit!                                                 | 15 octombrie 2009  |
| 352              | 132           | 20            | Participarea, cele șase căi ale lui Pain                             | 22 octombrie 2009  |
| 353              | 133           | 21            | Povestea curajosului Jiraiya                                         | 29 octombrie 2009  |
| 354              | 134           | 22            | Invitație la banchet                                                 | 5 noiembrie 2009   |
| 355              | 135           | 23            | Cel mai lung moment                                                  | 19 noiembrie 2009  |
| 356              | 136           | 24            | Lumina și întunericul sharinganului mangekyo                         | 19 noiembrie 2009  |
| 357              | 137           | 25            | Amaterasu!                                                           | 26 noiembrie 2009  |
| 358              | 138           | 26            | Sfârșitul                                                            | 3 decembrie 2009   |
| 359              | 139           | 27            | Misterul lui Tobi                                                    | 10 decembrie 2009  |
| 360              | 140           | 28            | Soartă                                                               | 17 decembrie 2009  |
| 361              | 141           | 29            | Adevăr                                                               | 24 decembrie 2009  |
| 362              | 142           | 30            | Bătălia de la Unraikyo                                               | 7 ianuarie 2010    |
| 363              | 143           | 31            | Opt Cozi vs. Sasuke                                                  | 14 ianuarie 2010   |

### Sezonul 7 (2010)
| Nr. Ep. Original | Nr. Ep. Serie | Nr. Ep. Sezon | Titlu                        | Apariție          |
| ---------------- | ------------- | ------------- | ---------------------------- | ----------------- |
| 364              | 144           | 1             | Hoinarul                     | 21 ianuarie 2010  |
| 365              | 145           | 2             | Succesorul jutsului secret   | 28 ianuarie 2010  |
| 366              | 146           | 3             | Dorința succesorului         | 4 februarie 2010  |
| 367              | 147           | 4             | Trecutul unui ninja vagabond | 11 februarie 2010 |
| 368              | 148           | 5             | Moștenitoarea întunericului  | 18 februarie 2010 |
| 369              | 149           | 6             | Separare                     | 25 februarie 2010 |
| 370              | 150           | 7             | Activează jutsul interzis    | 4 martie 2010     |
| 371              | 151           | 8             | Maestru și elev              | 11 martie 2010    |

### Sezonul 8 (2010)
| Nr. Ep. Original | Nr. Ep. Serie | Nr. Ep. Sezon | Titlu                                                                      | Apariție        |
| ---------------- | ------------- | ------------- | -------------------------------------------------------------------------- | --------------- |
| 372              | 152           | 1             | Vești sumbre                                                               | 25 martie 2010  |
| 373              | 153           | 2             | Urmând umbra maestrului                                                    | 25 martie 2010  |
| 374              | 154           | 3             | Decriptare                                                                 | 8 aprilie 2010  |
| 375              | 155           | 4             | Prima provocare                                                            | 8 aprilie 2010  |
| 376              | 156           | 5             | Depășind maestrul                                                          | 15 aprilie 2010 |
| 377              | 157           | 6             | Satul Frunzei sub asalt!                                                   | 22 aprilie 2010 |
| 378              | 158           | 7             | Puterea de a crede                                                         | 29 aprilie 2010 |
| 379              | 159           | 8             | Pain vs. Kakashi                                                           | 6 mai 2010      |
| 380              | 160           | 9             | Misterul lui Pain                                                          | 13 mai 2010     |
| 381              | 161           | 10            | Numele este Sarutobi. Prenumele, Konohamaru!                               | 20 mai 2010     |
| 382              | 162           | 11            | Durere asupra lumii                                                        | 27 mai 2010     |
| 383              | 163           | 12            | Explozie! Modul sage                                                       | 3 iunie 2010    |
| 384              | 164           | 13            | Explozie! Modul sage a ajuns la limită                                     | 10 iunie 2010   |
| 385              | 165           | 14            | Nouă Cozi, capturat!                                                       | 17 iunie 2010   |
| 386              | 166           | 15            | Confesiuni                                                                 | 24 iunie 2010   |
| 387              | 167           | 16            | Distrugere planetară                                                       | 1 iulie 2010    |
| 388              | 168           | 17            | Al Patrulea Hokage                                                         | 15 iulie 2010   |
| 389              | 169           | 18            | Cei doi elevi                                                              | 22 iulie 2010   |
| 390              | 170           | 19            | Marea aventură! Căutarea moștenirii celui de-al Patrulea Hokage - Partea 1 | 29 iulie 2010   |
| 391              | 171           | 20            | Marea aventură! Căutarea moștenirii celui de-al Patrulea Hokage - Partea 2 | 29 iulie 2010   |
| 392              | 172           | 21            | Întâlnire                                                                  | 5 august 2010   |
| 393              | 173           | 22            | Originea lui Pain                                                          | 12 august 2010  |
| 394              | 174           | 23            | Povestea lui Naruto Uzumaki                                                | 19 august 2010  |
| 395              | 175           | 24            | Eroul din Satul Frunzei                                                    | 26 august 2010  |

### Sezonul 9 (2010-2011)
| Nr. Ep. Original | Nr. Ep. Serie | Nr. Ep. Sezon | Titlu                                             | Apariție           |
| ---------------- | ------------- | ------------- | ------------------------------------------------- | ------------------ |
| 396              | 176           | 1             | Instructorul Iruka                                | 2 septembrie 2010  |
| 397              | 177           | 2             | Chinul lui Iruka                                  | 9 septembrie 2010  |
| 398              | 178           | 3             | Decizia lui Iruka                                 | 16 septembrie 2010 |
| 399              | 179           | 4             | Kakashi Hatake, joninul la conducere              | 30 septembrie 2010 |
| 400              | 180           | 5             | Curajul lui Inari pus la încercare                | 7 octombrie 2010   |
| 401              | 181           | 6             | Școala de răzbunare a lui Naruto                  | 14 octombrie 2010  |
| 402              | 182           | 7             | Legământul lui Gaara                              | 21 octombrie 2010  |
| 403              | 183           | 8             | Naruto: Epidemie                                  | 28 octombrie 2010  |
| 404              | 184           | 9             | Lansare! Echipa Tenten                            | 4 noiembrie 2010   |
| 405              | 185           | 10            | Ținutul animalelor                                | 11 noiembrie 2010  |
| 406              | 186           | 11            | Ah, medicamentul tinereții                        | 18 noiembrie 2010  |
| 407              | 187           | 12            | Maestru și student: Antrenamentul                 | 25 noiembrie 2010  |
| 408              | 188           | 13            | Înregistrarea ninja a maestrului și a studentului | 25 noiembrie 2010  |
| 409              | 189           | 14            | Enciclopedia despre lăbuțe a lui Sasuke           | 2 decembrie 2010   |
| 410              | 190           | 15            | Naruto și bătrânul soldat                         | 9 decembrie 2010   |
| 411              | 191           | 16            | Cântecul de dragoste a lui Kakashi                | 16 decembrie 2010  |
| 412              | 192           | 17            | Cronicile lui Neji                                | 23 decembrie 2010  |
| 413              | 193           | 18            | Omul care a murit de două ori                     | 6 ianuarie 2011    |
| 414              | 194           | 19            | Cea mai rea cursă cu trei picioare                | 13 ianuarie 2011   |
| 415              | 195           | 20            | Colaborarea Echipei 10                            | 20 ianuarie 2011   |
| 416              | 196           | 21            | Drumul spre întuneric                             | 27 ianuarie 2011   |

### Sezonul 10 (2011)
| Nr. Ep. Original | Nr. Ep. Serie | Nr. Ep. Sezon | Titlu                                  | Apariție          |
| ---------------- | ------------- | ------------- | -------------------------------------- | ----------------- |
| 417              | 197           | 1             | Al Șaselea Hokage Danzo                | 10 februarie 2011 |
| 418              | 198           | 2             | Ajunul întâlniri celor cinci kage      | 10 februarie 2011 |
| 419              | 199           | 3             | Cei cinci kage iși fac apariția!       | 17 februarie 2011 |
| 420              | 200           | 4             | Rugămintea lui Naruto                  | 24 februarie 2011 |
| 421              | 201           | 5             | Decizie dureroasă                      | 3 martie 2011     |
| 422              | 202           | 6             | Fulger în viteză                       | 10 martie 2011    |
| 423              | 203           | 7             | Calea ninja a lui Sasuke               | 17 martie 2011    |
| 424              | 204           | 8             | Puterea celor cinci kage               | 24 martie 2011    |
| 425              | 205           | 9             | Declarație de război                   | 31 martie 2011    |
| 426              | 206           | 10            | Sentimentele lui Sakura                | 7 aprilie 2011    |
| 427              | 207           | 11            | Bestia cu coadă vs. bestia fără coadă  | 14 aprilie 2011   |
| 428              | 208           | 12            | Ca prieten al cuiva                    | 21 aprilie 2011   |
| 429              | 209           | 13            | Brațul drept a lui Danzo               | 28 aprilie 2011   |
| 430              | 210           | 14            | Jutsu vizual interzis                  | 5 mai 2011        |
| 431              | 211           | 15            | Danzo Shimura                          | 12 mai 2011       |
| 432              | 212           | 16            | Hotărârea lui Sakura                   | 19 mai 2011       |
| 433              | 213           | 17            | Legături pierdute                      | 26 mai 2011       |
| 434              | 214           | 18            | Povara                                 | 2 iunie 2011      |
| 435              | 215           | 19            | Două destine                           | 9 iunie 2011      |
| 436              | 216           | 20            | Shinobi de nivel înalt                 | 16 iunie 2011     |
| 437              | 217           | 21            | Cel care se infiltrează                | 23 iunie 2011     |
| 438              | 218           | 22            | Cele cinci mari națiuni se mobilizează | 30 iunie 2011     |
| 439              | 219           | 23            | Kakashi Hatake, hokage                 | 7 iulie 2011      |
| 440              | 220           | 24            | Profeția marelui lord bătrân           | 21 iulie 2011     |
| 441              | 221           | 25            | Depozitare                             | 28 iulie 2011     |

### Sezonul 11 (2011)
| Nr. Ep. Original | Nr. Ep. Serie | Nr. Ep. Sezon | Titlu                                 | Apariție           |
| ---------------- | ------------- | ------------- | ------------------------------------- | ------------------ |
| 442              | 222           | 1             | Decizia celor cinci kage              | 28 iulie 2011      |
| 443              | 223           | 2             | Tânărul și marea                      | 4 august 2011      |
| 444              | 224           | 3             | Comerciantul ninja din Benisu         | 11 august 2011     |
| 445              | 225           | 4             | Nava fantomă blestemată               | 18 august 2011     |
| 446              | 226           | 5             | Insula navelor de luptă               | 25 august 2011     |
| 447              | 227           | 6             | Insula uitată                         | 1 septembrie 2011  |
| 448              | 228           | 7             | Luptă! Rock Lee!                      | 8 septembrie 2011  |
| 449              | 229           | 8             | Mănânci sau mori! Ciupercile din Iad! | 22 septembrie 2011 |
| 450              | 230           | 9             | Răzbunarea clonelor umbrei            | 29 septembrie 2011 |
| 451              | 231           | 10            | Traseul închis                        | 6 octombrie 2011   |
| 452              | 232           | 11            | Fetele se strâng împreună             | 13 octombrie 2011  |
| 453              | 233           | 12            | Impostorul Naruto                     | 20 octombrie 2011  |
| 454              | 234           | 13            | Studentul preferat al lui Naruto      | 27 octombrie 2011  |
| 455              | 235           | 14            | Kunoichi al Satului Nadeshiko         | 3 noiembrie 2011   |
| 456              | 236           | 15            | Prieteni pe care te poți baza         | 10 noiembrie 2011  |
| 457              | 237           | 16            | Ah, eroina mea Doamna Tsunade!        | 24 noiembrie 2011  |
| 458              | 238           | 17            | Ziua liberă a lui Sai                 | 1 decembrie 2011   |
| 459              | 239           | 18            | Legendarii Ino-Shika-Cho              | 8 decembrie 2011   |
| 460              | 240           | 19            | Determinarea lui Kiba                 | 15 decembrie 2011  |
| 461              | 241           | 20            | Kakashi, rivalul meu etern!           | 22 decembrie 2011  |
| 462              | 242           | 21            | Jurământul lui Naruto                 | 28 decembrie 2011  |

### Sezonul 12 (2012)
| Nr. Ep. Original | Nr. Ep. Serie | Nr. Ep. Sezon | Titlu                                               | Apariție          |
| ---------------- | ------------- | ------------- | --------------------------------------------------- | ----------------- |
| 463              | 243           | 1             | Tărâmul Ahoy! Insula Paradis?                       | 5 ianuarie 2012   |
| 464              | 244           | 2             | Killer Bee și Motoi                                 | 12 ianuarie 2012  |
| 465              | 245           | 3             | Următoarea provocare! Naruto vs. Nouă Cozi          | 19 ianuarie 2012  |
| 466              | 246           | 4             | Scânteia portocalie                                 | 26 ianuarie 2012  |
| 467              | 247           | 5             | Ținta: Nouă Cozi                                    | 2 februarie 2012  |
| 468              | 248           | 6             | Lupta până la moarte a celui de-al Patrulea Hokage! | 9 februarie 2012  |
| 469              | 249           | 7             | Mulțumesc                                           | 9 februarie 2012  |
| 470              | 250           | 8             | Lupta în paradis! Bestia ciudată vs. monstrul!      | 16 februarie 2012 |
| 471              | 251           | 9             | Cel numit Kisame                                    | 23 februarie 2012 |
| 472              | 252           | 10            | Mesagerul angelic al morții                         | 1 martie 2012     |
| 473              | 253           | 11            | Podul către pace                                    | 8 martie 2012     |
| 474              | 254           | 12            | Misiunea strict secretă de rang S                   | 15 martie 2012    |
| 475              | 255           | 13            | Artistul se întoarce                                | 22 martie 2012    |
| 476              | 256           | 14            | Adunați-vă! Forțele shinobi aliate!                 | 29 martie 2012    |
| 477              | 257           | 15            | Întâlnirea                                          | 5 aprilie 2012    |
| 478              | 258           | 16            | Rivali                                              | 12 aprilie 2012   |
| 479              | 259           | 17            | Ruptura                                             | 19 aprilie 2012   |
| 480              | 260           | 18            | Despărțire                                          | 26 aprilie 2012   |
| 481              | 261           | 19            | Pentru prietenul meu                                | 3 mai 2012        |
| 482              | 262           | 20            | Războiul începe                                     | 10 mai 2012       |
| 483              | 263           | 21            | Sai și Shin                                         | 17 mai 2012       |
| 484              | 264           | 22            | Secretele jutsului învierii lumii impure            | 24 mai 2012       |
| 485              | 265           | 23            | Un vechi inamic se întoarce                         | 31 mai 2012       |
| 486              | 266           | 24            | Primul și ultimul oponent                           | 7 iunie 2012      |
| 487              | 267           | 25            | Consilierul militar strălucit al Satului Frunzei    | 21 iunie 2012     |
| 488              | 268           | 26            | Câmpul de luptă!                                    | 28 iunie 2012     |
| 489              | 269           | 27            | Cuvinte interzise                                   | 5 iulie 2012      |
| 490              | 270           | 28            | Legături de aur                                     | 19 iulie 2012     |
| 491              | 271           | 29            | Drumul către Sakura                                 | 26 iulie 2012     |
| 492              | 272           | 30            | Mifune vs. Hanzo                                    | 2 august 2012     |
| 493              | 273           | 31            | Bunătate adevărată                                  | 9 august 2012     |
| 494              | 274           | 32            | Formația completă Ino-Shika-Cho!                    | 9 august 2012     |
| 495              | 275           | 33            | Un mesaj din inimă                                  | 16 august 2012    |

### Sezonul 13 (2012-2013)
| Nr. Ep. Original | Nr. Ep. Serie | Nr. Ep. Sezon | Titlu                                               | Apariție           |
| ---------------- | ------------- | ------------- | --------------------------------------------------- | ------------------ |
| 496              | 276           | 1             | Atacul statuii Gedo                                 | 23 august 2012     |
| 497              | 277           | 2             | Semnul simultan                                     | 30 august 2012     |
| 498              | 278           | 3             | Ninja medical în pericol                            | 6 septembrie 2012  |
| 499              | 279           | 4             | Capcana lui Zetsu Alb                               | 13 septembrie 2012 |
| 500              | 280           | 5             | Estetica unui artist                                | 20 septembrie 2012 |
| 501              | 281           | 6             | Forța aliată a mamelor!                             | 27 septembrie 2012 |
| 502              | 282           | 7             | Originea secretă a echipei supreme de leapșă!       | 4 octombrie 2012   |
| 503              | 283           | 8             | Doi sori                                            | 11 octombrie 2012  |
| 504              | 284           | 9             | Spintecătorul de căști: Jinin Akebino!              | 18 octombrie 2012  |
| 505              | 285           | 10            | Utilizatorul stilului arșiței: Pakura al nisipului! | 25 octombrie 2012  |
| 506              | 286           | 11            | Lucruri pe care nu le poți recupera                 | 1 noiembrie 2012   |
| 507              | 287           | 12            | Demn de a primi încrederea                          | 1 noiembrie 2012   |
| 508              | 288           | 13            | Pericol: Jinpachi și Kushimaru!                     | 8 noiembrie 2012   |
| 509              | 289           | 14            | Sabia fulger: Ameyuri Ringo!                        | 15 noiembrie 2012  |
| 510              | 290           | 15            | Putere - Episodul 1                                 | 22 noiembrie 2012  |
| 511              | 291           | 16            | Putere - Episodul 2                                 | 29 noiembrie 2012  |
| 512              | 292           | 17            | Putere - Episodul 3                                 | 6 decembrie 2012   |
| 513              | 293           | 18            | Putere - Episodul 4                                 | 13 decembrie 2012  |
| 514              | 294           | 19            | Putere - Episodul 5                                 | 20 decembrie 2012  |
| 515              | 295           | 20            | Putere - Episodul final                             | 10 ianuarie 2013   |

### Sezonul 14 (2013)
| Nr. Ep. Original | Nr. Ep. Serie | Nr. Ep. Sezon | Titlu                                   | Apariție          |
| ---------------- | ------------- | ------------- | --------------------------------------- | ----------------- |
| 516              | 296           | 1             | Naruto Intră în luptă!                  | 17 ianuarie 2013  |
| 517              | 297           | 2             | Speranța unui tată, dragostea unei mame | 24 ianuarie 2013  |
| 518              | 298           | 3             | Contact! Naruto vs. Itachi              | 31 ianuarie 2013  |
| 519              | 299           | 4             | Cel recunoscut                          | 7 februarie 2013  |
| 520              | 300           | 5             | Mizukagele, scoica uriașă și mirajul    | 14 februarie 2013 |
| 521              | 301           | 6             | Paradox                                 | 21 februarie 2013 |
| 522              | 302           | 7             | Teroare: Demonul aburului               | 28 februarie 2013 |
| 523              | 303           | 8             | Fantome din trecut                      | 7 martie 2013     |
| 524              | 304           | 9             | Jutsu de transfer în lumea de apoi      | 14 martie 2013    |
| 525              | 305           | 10            | Răzbunătorii                            | 21 martie 2013    |
| 526              | 306           | 11            | Ochiul inimii                           | 28 martie 2013    |
| 527              | 307           | 12            | Dispariție în lumina lunii              | 4 aprilie 2013    |
| 528              | 308           | 13            | Noaptea semilunii                       | 11 aprilie 2013   |
| 529              | 309           | 14            | O misiune de rang A: Concursul          | 18 aprilie 2013   |
| 530              | 310           | 15            | Castelul căzut                          | 25 aprilie 2013   |
| 531              | 311           | 16            | Prologul pentru Drumul către Ninja      | 2 mai 2013        |
| 532              | 312           | 17            | Senseiul bătrân și ochiul dragonului    | 9 mai 2013        |
| 533              | 313           | 18            | Ploaie urmată de zăpadă, cu fulgere     | 16 mai 2013       |
| 534              | 314           | 19            | Dușul trist cu raze de soare            | 23 mai 2013       |
| 535              | 315           | 20            | Zăpada ce se topește                    | 30 mai 2013       |
| 536              | 316           | 21            | Forțele aliate aduse din nou la viață   | 6 iunie 2013      |
| 537              | 317           | 22            | Shino vs. Torune!                       | 13 iunie 2013     |
| 538              | 318           | 23            | Un gol în înimă: Celălalt jinchuriki    | 20 iunie 2013     |
| 539              | 319           | 24            | Sufletul care trăiește într-o păpușă    | 27 iunie 2013     |
| 540              | 320           | 25            | Fugi, Omoi!                             | 4 iulie 2013      |

### Sezonul 15 (2013-2014)
| Nr. Ep. Original | Nr. Ep. Serie | Nr. Ep. Sezon | Titlu                                | Apariție           |
| ---------------- | ------------- | ------------- | ------------------------------------ | ------------------ |
| 541              | 321           | 1             | Sosesc întăriri                      | 18 iulie 2013      |
| 542              | 322           | 2             | Madara Uchiha                        | 25 iulie 2013      |
| 543              | 323           | 3             | Cei cinci kage se adună              | 1 august 2013      |
| 544              | 324           | 4             | Masca de neatins și balonul spart    | 8 august 2013      |
| 545              | 325           | 5             | Jinchuriki vs. jinchuriki!           | 15 august 2013     |
| 546              | 326           | 6             | Patru Cozi, regele maimuțelor eremit | 22 august 2013     |
| 547              | 327           | 7             | Nouă Cozi                            | 29 august 2013     |
| 548              | 328           | 8             | Kurama                               | 29 august 2013     |
| 549              | 329           | 9             | Echipă de doi                        | 5 septembrie 2013  |
| 550              | 330           | 10            | Promisiunea victoriei                | 12 septembrie 2013 |
| 551              | 331           | 11            | Ochii care văd în întuneric          | 19 septembrie 2013 |
| 552              | 332           | 12            | O voință de piatră                   | 26 septembrie 2013 |
| 553              | 333           | 13            | Riscurile jutsului de reanimare      | 3 octombrie 2013   |
| 554              | 334           | 14            | Echipa Fraților                      | 10 octombrie 2013  |
| 555              | 335           | 15            | Fiecare cu frunza lui                | 24 octombrie 2013  |
| 556              | 336           | 16            | Kabuto Yakushi                       | 31 octombrie 2013  |
| 557              | 337           | 17            | lzanami activat                      | 7 noiembrie 2013   |
| 558              | 338           | 18            | lzanagi și izanami                   | 14 noiembrie 2013  |
| 559              | 339           | 19            | Te voi iubi mereu                    | 21 noiembrie 2013  |
| 560              | 340           | 20            | Jutsu de reanimare: Eliberează!      | 28 noiembrie 2013  |
| 561              | 341           | 21            | Întoarcerea lui Orochimaru           | 5 decembrie 2013   |
| 562              | 342           | 22            | Secretul tehnicii de transportare    | 12 decembrie 2013  |
| 563              | 343           | 23            | Cine ești?                           | 19 decembrie 2013  |
| 564              | 344           | 24            | Obito și Madara                      | 9 ianuarie 2014    |
| 565              | 345           | 25            | Sunt în Iad                          | 16 ianuarie 2014   |
| 566              | 346           | 26            | Lume a viselor                       | 23 ianuarie 2014   |
| 567              | 347           | 27            | Umbra ce se strecoară                | 23 ianuarie 2014   |
| 568              | 348           | 28            | Noul Akatsuki                        | 30 ianuarie 2014   |

### Sezonul 16 (2014)
| Nr. Ep. Original | Nr. Ep. Serie | Nr. Ep. Sezon | Titlu                                | Apariție          |
| ---------------- | ------------- | ------------- | ------------------------------------ | ----------------- |
| 569              | 349           | 1             | O mască ce ascunde inima             | 6 februarie 2014  |
| 570              | 350           | 2             | Moartea lui Minato                   | 13 februarie 2014 |
| 571              | 351           | 3             | Celulele lui Hashirama               | 20 februarie 2014 |
| 572              | 352           | 4             | Orochimaru fugarul ninja             | 27 februarie 2014 |
| 573              | 353           | 5             | Subiectul de teste al lui Orochimaru | 6 martie 2014     |
| 574              | 354           | 6             | Căile lor proprii                    | 6 martie 2014     |
| 575              | 355           | 7             | Sharinganul țintit                   | 13 martie 2014    |
| 576              | 356           | 8             | Un shinobi al frunzei                | 20 martie 2014    |
| 577              | 357           | 9             | Un Uchiha în ANBU                    | 3 aprilie 2014    |
| 578              | 358           | 10            | Lovitura de stat                     | 10 aprilie 2014   |
| 579              | 359           | 11            | Noaptea tragediei                    | 17 aprilie 2014   |
| 580              | 360           | 12            | Liderul jonin                        | 24 aprilie 2014   |
| 581              | 361           | 13            | Echipa 7                             | 8 mai 2014        |

### Sezonul 17 (2014)
| Nr. Ep. Original | Nr. Ep. Serie | Nr. Ep. Sezon | Titlu                          | Apariție       |
| ---------------- | ------------- | ------------- | ------------------------------ | -------------- |
| 582              | 362           | 1             | Determinarea lui Kakashi       | 15 mai 2014    |
| 583              | 363           | 2             | Jutsul forțelor shinobi aliate | 22 mai 2014    |
| 584              | 364           | 3             | Legăturile care unesc          | 5 iunie 2014   |
| 585              | 365           | 4             | Cei care dansează în umbre     | 12 iunie 2014  |
| 586              | 366           | 5             | Cei care știu totul            | 19 iunie 2014  |
| 587              | 367           | 6             | Hashirama și Madara            | 3 iulie 2014   |
| 588              | 368           | 7             | Era statelor militare          | 10 iulie 2014  |
| 589              | 369           | 8             | Adevăratul meu vis             | 24 iulie 2014  |
| 590              | 370           | 9             | Răspunsul lui Sasuke           | 31 iulie 2014  |
| 591              | 371           | 10            | Gaura                          | 7 august 2014  |
| 592              | 372           | 11            | Ceva care să umple gaura       | 14 august 2014 |

### Sezonul 18 (2014)
| Nr. Ep. Original | Nr. Ep. Serie | Nr. Ep. Sezon | Titlu                              | Apariție           |
| ---------------- | ------------- | ------------- | ---------------------------------- | ------------------ |
| 593              | 373           | 1             | Adunarea Echipei 7!                | 21 august 2014     |
| 594              | 374           | 2             | Noul impas în trei                 | 28 august 2014     |
| 595              | 375           | 3             | Kakashi vs. Obito                  | 4 septembrie 2014  |
| 596              | 376           | 4             | Directiva de a-l lua pe Nouă Cozi! | 11 septembrie 2014 |
| 597              | 377           | 5             | Naruto vs. Mecha Naruto            | 11 septembrie 2014 |
| 598              | 378           | 6             | Jinchuriki-ul lui Zece Cozi        | 18 septembrie 2014 |
| 599              | 379           | 7             | O deschidere                       | 25 septembrie 2014 |
| 600              | 380           | 8             | Ziua în care s-a născut Naruto     | 2 octombrie 2014   |
| 601              | 381           | 9             | Copacul divin                      | 9 octombrie 2014   |
| 602              | 382           | 10            | Visul unui shinobi                 | 16 octombrie 2014  |
| 603              | 383           | 11            | Pe urmele speranței                | 23 octombrie 2014  |
| 604              | 384           | 12            | O inimă îndrăgită de prieteni      | 30 octombrie 2014  |
| 605              | 385           | 13            | Obito Uchiha                       | 6 noiembrie 2014   |
| 606              | 386           | 14            | Te voi urmări mereu                | 13 noiembrie 2014  |
| 607              | 387           | 15            | Promisiunea respectată             | 20 noiembrie 2014  |
| 608              | 388           | 16            | Primul meu prieten                 | 27 noiembrie 2014  |
| 609              | 389           | 17            | Sora mai mare cea adorată          | 4 decembrie 2014   |
| 610              | 390           | 18            | Decizia lui Hanabi                 | 4 decembrie 2014   |
| 611              | 391           | 19            | Reînvierea lui Madara Uchiha       | 11 decembrie 2014  |
| 612              | 392           | 20            | Inima ascunsă                      | 18 decembrie 2014  |
| 613              | 393           | 21            | Un adevărat sfârșit                | 25 decembrie 2014  |

### Sezonul 19 (2015)
| Nr. Ep. Original | Nr. Ep. Serie | Nr. Ep. Sezon | Titlu                                 | Apariție          |
| ---------------- | ------------- | ------------- | ------------------------------------- | ----------------- |
| 614              | 394           | 1             | Noile examene chunin                  | 8 ianuarie 2015   |
| 615              | 395           | 2             | Examenele chunin încep                | 15 ianuarie 2015  |
| 616              | 396           | 3             | Cele trei întrebări                   | 22 ianuarie 2015  |
| 617              | 397           | 4             | Un adevărat lider                     | 29 ianuarie 2015  |
| 618              | 398           | 5             | Noaptea de dinaintea rundei a doua    | 5 februarie 2015  |
| 619              | 399           | 6             | Supraviețuirea în Deșertul Demon      | 12 februarie 2015 |
| 620              | 400           | 7             | În calitate de specialist în taijutsu | 19 februarie 2015 |
| 621              | 401           | 8             | Cel determinat                        | 26 februarie 2015 |
| 622              | 402           | 9             | Scăpare vs. urmărire                  | 5 martie 2015     |
| 623              | 403           | 10            | Curaj de neclintit                    | 12 martie 2015    |
| 624              | 404           | 11            | Necazurile lui Tenten                 | 19 martie 2015    |
| 625              | 405           | 12            | Perechea captivă                      | 26 martie 2015    |
| 626              | 406           | 13            | Locul de care aparțin                 | 2 aprilie 2015    |
| 627              | 407           | 14            | Clanul Yamanaka: Ninjutsul secret     | 9 aprilie 2015    |
| 628              | 408           | 15            | Păpușa blestemată                     | 16 aprilie 2015   |
| 629              | 409           | 16            | Spatele lor                           | 23 aprilie 2015   |
| 630              | 410           | 17            | Planul secret se pune în mișcare      | 30 aprilie 2015   |
| 631              | 411           | 18            | Bestia cu cozi țintită                | 7 mai 2015        |
| 632              | 412           | 19            | Judecata lui Neji                     | 14 mai 2015       |
| 633              | 413           | 20            | Speranțe încredințate viitorului      | 21 mai 2015       |

### Sezonul 20 (2015-2016)
| Nr. Ep. Original | Nr. Ep. Serie | Nr. Ep. Sezon | Titlu                                        | Apariție           |
| ---------------- | ------------- | ------------- | -------------------------------------------- | ------------------ |
| 634              | 414           | 1             | Pe muchia morții                             | 28 mai 2015        |
| 635              | 415           | 2             | Cei doi mangekyo                             | 4 iunie 2015       |
| 636              | 416           | 3             | Formarea Echipei Minato                      | 11 iunie 2015      |
| 637              | 417           | 4             | Tu-mi vei acoperi spatele                    | 25 iunie 2015      |
| 638              | 418           | 5             | Bestia albastră vs. Madara al celor șase căi | 2 iulie 2015       |
| 639              | 419           | 6             | Tinerețea tatei                              | 9 iulie 2015       |
| 640              | 420           | 7             | Formația celor opt porți                     | 23 iulie 2015      |
| 641              | 421           | 8             | Eremitul a celor șase căi                    | 30 iulie 2015      |
| 642              | 422           | 9             | Moștenitorii                                 | 6 august 2015      |
| 643              | 423           | 10            | Rivalul lui Naruto                           | 6 august 2015      |
| 644              | 424           | 11            | Pentru a se ridica                           | 13 august 2015     |
| 645              | 425           | 12            | Visul infinit                                | 20 august 2015     |
| 646              | 426           | 13            | Tsukuyomi infinit                            | 27 august 2015     |
| 647              | 427           | 14            | Lumea viselor                                | 3 septembrie 2015  |
| 648              | 428           | 15            | Locul de care aparține Tenten                | 3 septembrie 2015  |
| 649              | 429           | 16            | Killer Bee Rappuden - Partea 1               | 10 septembrie 2015 |
| 650              | 430           | 17            | Killer Bee Rappuden - Partea 2               | 17 septembrie 2015 |
| 651              | 431           | 18            | Pentru a vedea acel zâmbet, încă o dată      | 24 septembrie 2015 |
| 652              | 432           | 19            | Un ninja ratat                               | 1 octombrie 2015   |
| 653              | 433           | 20            | Misiunea de căutare                          | 8 octombrie 2015   |
| 654              | 434           | 21            | Echipa Jiraiya                               | 15 octombrie 2015  |
| 655              | 435           | 22            | Ordin sau prioritate                         | 22 octombrie 2015  |
| 656              | 436           | 23            | Omul cu mască                                | 5 noiembrie 2015   |
| 657              | 437           | 24            | Puterea sigilată                             | 12 noiembrie 2015  |
| 658              | 438           | 25            | Regulile sau camarazii                       | 19 noiembrie 2015  |
| 659              | 439           | 26            | Copilul profeției                            | 26 noiembrie 2015  |
| 660              | 440           | 27            | Pasărea din colivie                          | 3 decembrie 2015   |
| 661              | 441           | 28            | Reîntoarcerea acasă                          | 10 decembrie 2015  |
| 662              | 442           | 29            | Calea comună                                 | 17 decembrie 2015  |
| 663              | 443           | 30            | Diferența de putere                          | 24 decembrie 2015  |
| 664              | 444           | 31            | Dezertorul Satului Frunzei                   | 14 ianuarie 2016   |
| 665              | 445           | 32            | Urmăritorii                                  | 21 ianuarie 2016   |
| 666              | 446           | 33            | Coliziune                                    | 28 ianuarie 2016   |
| 667              | 447           | 34            | O altă lună                                  | 4 februarie 2016   |
| 668              | 448           | 35            | Camarad                                      | 11 februarie 2016  |
| 669              | 449           | 36            | Uniunea shinobilor                           | 18 februarie 2016  |
| 670              | 450           | 37            | Rival                                        | 25 februarie 2016  |
| 671              | 451           | 38            | Naștere și moarte                            | 3 martie 2016      |
| 672              | 452           | 39            | Geniul                                       | 10 martie 2016     |
| 673              | 453           | 40            | Durerea vieții                               | 17 martie 2016     |
| 674              | 454           | 41            | Cererea lui Shisui                           | 24 martie 2016     |
| 675              | 455           | 42            | La lumina lunii                              | 7 aprilie 2016     |
| 676              | 456           | 43            | Întunericul din Akatsuki                     | 14 aprilie 2016    |
| 677              | 457           | 44            | Partener                                     | 21 aprilie 2016    |
| 678              | 458           | 45            | Adevăr                                       | 28 aprilie 2016    |
| 679              | 459           | 46            | Femeia începutului                           | 5 mai 2016         |
| 680              | 460           | 47            | Kaguya Otsutsuki                             | 12 mai 2016        |
| 681              | 461           | 48            | Hagoromo și Hamura                           | 19 mai 2016        |
| 682              | 462           | 49            | Un trecut fals                               | 26 mai 2016        |
| 683              | 463           | 50            | Numărul 1 cel mai imprevizibil ninja         | 2 iunie 2016       |
| 684              | 464           | 51            | Ninshu: Crezul ninja                         | 9 iunie 2016       |
| 685              | 465           | 52            | Ashura și Indra                              | 16 iunie 2016      |
| 686              | 466           | 53            | O călătorie tumultoasă                       | 30 iunie 2016      |
| 687              | 467           | 54            | Decizia lui Ashura                           | 7 iulie 2016       |
| 688              | 468           | 55            | Succesorul                                   | 21 iulie 2016      |
| 689              | 469           | 56            | O misiune specială                           | 28 iulie 2016      |
| 690              | 470           | 57            | Gânduri conectate                            | 4 august 2016      |
| 691              | 471           | 58            | Împreună...întotdeauna                       | 11 august 2016     |
| 692              | 472           | 59            | Ai face bine...                              | 18 august 2016     |
| 693              | 473           | 60            | Reînvierea sharinganului                     | 25 august 2016     |
| 694              | 474           | 61            | Felicitări                                   | 1 septembrie 2016  |
| 695              | 475           | 62            | Valea sfârșitului                            | 8 septembrie 2016  |
| 696              | 476           | 63            | Lupta finală                                 | 29 septembrie 2016 |
| 697              | 477           | 64            | Naruto și Sasuke                             | 29 septembrie 2016 |
| 698              | 478           | 65            | Semnul împăcării                             | 6 octombrie 2016   |
| 699              | 479           | 66            | Naruto Uzumaki!                              | 13 octombrie 2016  |

### Sezonul 21 (2016-2017)
| Nr. Ep. Original | Nr. Ep. Serie | Nr. Ep. Sezon | Titlu                                 | Apariție          |
| ---------------- | ------------- | ------------- | ------------------------------------- | ----------------- |
| 700              | 480           | 1             | Naruto – Hinata                       | 20 octombrie 2016 |
| 701              | 481           | 2             | Sasuke – Sakura                       | 27 octombrie 2016 |
| 702              | 482           | 3             | Gaara – Shikamaru                     | 3 noiembrie 2016  |
| 703              | 483           | 4             | Jiraiya – Kakashi                     | 10 noiembrie 2016 |
| 704              | 484           | 5             | Omul exploziv                         | 1 decembrie 2016  |
| 705              | 485           | 6             | Coloseum                              | 8 decembrie 2016  |
| 706              | 486           | 7             | Fushin                                | 15 decembrie 2016 |
| 707              | 487           | 8             | Ketsuryugan                           | 22 decembrie 2016 |
| 708              | 488           | 9             | Ultimul                               | 5 ianuarie 2017   |
| 709              | 489           | 10            | Statul de Afaceri                     | 12 ianuarie 2017  |
| 710              | 490           | 11            | Nori întunecați                       | 19 ianuarie 2017  |
| 711              | 491           | 12            | Nesăbuință                            | 26 ianuarie 2017  |
| 712              | 492           | 13            | Nor de suspiciune                     | 2 februarie 2017  |
| 713              | 493           | 14            | Răsărit                               | 9 februarie 2017  |
| 714              | 494           | 15            | Nunta lui Naruto                      | 16 februarie 2017 |
| 715              | 495           | 16            | Un cadou de nuntă cu drepturi depline | 16 februarie 2017 |
| 716              | 496           | 17            | Vapori și pilule de mâncare           | 23 februarie 2017 |
| 717              | 497           | 18            | Cadoul de nuntă de la Kazekage        | 2 martie 2017     |
| 718              | 498           | 19            | Ultima misiune                        | 9 martie 2017     |
| 719              | 499           | 20            | Rezultatul misiunii secrete           | 16 martie 2017    |
| 720              | 500           | 21            | Mesajul                               | 23 martie 2017    |

## Filme
| Nr. Film Original | Nr. Film Serie | Titlu                                    | Apariție         |
| ----------------- | -------------- | ---------------------------------------- | ---------------- |
| Filmul 4          | Filmul 1       | Naruto: Shippuden Filmul                 | 4 august 2007    |
| Filmul 5          | Filmul 2       | Naruto: Shippuden Filmul: Legături       | 2 august 2008    |
| Filmul 6          | Filmul 3       | Naruto: Shippuden Filmul: Voința de Foc  | 1 august 2009    |
| Filmul 7          | Filmul 4       | Naruto: Shippuden Filmul: Turnul Pierdut | 31 iulie 2010    |
| Filmul 8          | Filmul 5       | Naruto Filmul: Închisoarea de Sânge      | 30 iulie 2011    |
| Filmul 9          | Filmul 6       | Drumul către Ninja: Naruto Filmul        | 28 iulie 2012    |
| Filmul 10         | Filmul 7       | Ultimul: Naruto Filmul                   | 5 decembrie 2014 |

Sfat: Filmul 6 continuă episodul 311.

## OVA-uri
| Nr. OVA Original | Nr. OVA Serie | Titlu                                               | Apariție           |
| ---------------- | ------------- | --------------------------------------------------- | ------------------ |
| OVA 5            | OVA 1         | Uraganul! „Liceul ascuns al cronicilor!"            | 7 februarie 2008   |
| OVA 6            | OVA 2         | Naruto: Răscruce de drumuri                         | 19 decembrie 2009  |
| OVA 7            | OVA 3         | Naruto, duhul și cele trei dorințe!                 | 31 iulie 2010      |
| OVA 8            | OVA 4         | Naruto x UT                                         | 1 ianuarie 2011    |
| OVA 9            | OVA 5         | Examenele chunin în flăcări! Naruto vs. Konohamaru! | 30 iulie 2011      |
| OVA 10           | OVA 6         | Naruto: Shippuden: Bătălia părții însorite!         | 11 septembrie 2014 |